# Karl Roeder von Diersburg (General, 1828)
Karl Christian Freiherr Roeder von Diersburg (* 20. März 1828 in Darmstadt; † 7. Februar 1899 ebenda) war ein preußischer Generalleutnant und Kommandant der Residenzstadt Darmstadt.

## Leben

### Herkunft
Karl war ein Sohn des hessischen Hofrentmeisters Heinrich Johann Roeder von Diersburg (1789–1855) und dessen Ehefrau Julie, geborene Hesse (1801–1834).

### Militärkarriere
Roeder besuchte das Gymnasium in seiner Heimatstadt und trat am 17. Juli 1844 als Musketier in das 2. Infanterie-Regiment (Großherzog) der großherzoglich hessischen Armee ein. Er avancierte bis Mitte Mai 1847 zum überzähligen Sekondeleutnant und wurde am 13. Dezember 1847 als etatsmäßiger Sekondeleutnant in das 3. Infanterie-Regiment versetzt. Mit dem Verband nahm Roeder 1848/49 während der Niederschlagung der Badischen Revolution am Gefecht bei Hemsbach teil. 1851 und 1852 war er zeitweise zur Pionierkompanie kommandiert, wurde Anfang Februar 1856 als Oberleutnant in das 1. Infanterie-Regiment (Leibgarde-Regiment) versetzt und fungierte von 1859 bis 1866 als Regimentsadjutant. Als Hauptmann und Kompaniechef nahm er 1866 während des Krieges gegen Preußen an den Gefechten bei Fronhofen, Aschaffenburg und Gerchsheim teil. Nach dem Krieg folgte Mitte Januar 1867 seine Kommandierung zum Kriegsministerium nach Darmstadt und vom 11. Juli 1867 bis zum 14. April 1868 war Roeder als Adjutant des Präsidenten des Kriegsministeriums von Grolman tätig. Anfang März 1870 stieg Roeder zum Major auf und führte während des Krieges gegen Frankreich 1870/71 das II. Bataillon des 1. Infanterie-Regiments (Leibgarde-Regiment) in den Schlachten bei Vionville, Gravelotte, Noisseville und Orléans sowie der Belagerung von Metz.
Ausgezeichnet mit dem Eisernen Kreuz II. Klasse wurde er nach dem Friedensschluss zum 1. Januar 1872 in den Verband der Preußischen Armee übernommen und am 18. Januar 1875 zum Oberstleutnant befördert. Am 13. April 1878 erfolgte seine Versetzung als Kommandeur des 8. Rheinischen Infanterie-Regiments Nr. 70 nach Trier und Mitte April 1878 die Beförderung zum Oberst. Unter Stellung à la suite des 1. Großherzoglich Hessischen Infanterie-(Leibgarde-)Regiments Nr. 115 wurde Roeder am 21. Februar 1880 zum Kommandanten der Residenzstadt Darmstadt ernannt. In dieser Stellung erhielt er am 6. Dezember 1883 den Charakter als Generalmajor sowie am 18. September 1886 das Patent zu seinem Dienstgrad. Mitte Oktober 1888 wurde Roeder der Charakter als Generalleutnant verliehen und als solcher erhielt er den Kronenorden II. Klasse mit Stern und das Komturkreuz I. Klasse des Ordens Philipps des Großmütigen. Unter Verleihung des Sterns zum Roten Adlerorden II. Klasse mit Eichenlaub wurde er am 9. April 1891 mit Pension zur Disposition gestellt.

### Familie
Roeder hatte sich am 2. März 1861 in Worms mit Christine Marie Seitz (1837–1871) verheiratet. Nach ihrem frühen Tod ehelichte er am 28. September 1875 in Diersburg Marietta Freiin Roeder von Diersburg (1845–1918). Aus den Ehen gingen verschiedene Kinder hervor.

## Schriften
- Geschichte des 1. Großherzoglich Hessischen Infanterie-(Leibgarde) Regiments Nr. 115. 1621–1899. E.S. Mittler & Sohn, Berlin 1899.